# Funció de partició (mecànica estadística)
En física, una funció de partició descriu les propietats estadístiques d'un sistema en equilibri termodinàmic. Les funcions de partició són funcions de les variables d' estat termodinàmiques, com ara la temperatura i el volum. La majoria de les variables termodinàmiques agregades del sistema, com ara l'energia total, l'energia lliure, l'entropia i la pressió, es poden expressar en termes de la funció de partició o les seves derivades. La funció de partició és adimensional.
Cada funció de partició es construeix per representar un conjunt estadístic particular (que, al seu torn, correspon a una energia lliure determinada). Els conjunts estadístics més comuns tenen funcions de partició anomenades. La funció de partició canònica s'aplica a un conjunt canònic, en el qual el sistema pot intercanviar calor amb l'ambient a temperatura, volum i nombre de partícules determinats. La gran funció de partició canònica s'aplica a un gran conjunt canònic, en el qual el sistema pot intercanviar tant calor com partícules amb l'entorn, a temperatura, volum i potencial químic determinats. Es poden definir altres tipus de funcions de partició per a diferents circumstàncies; vegeu la funció de partició (matemàtiques) per a generalitzacions. La funció de partició té molts significats físics, tal com s'explica a Significat i sentit.

## Funció de partició canònica

### Definició
Inicialment, suposem que un sistema termodinàmicament gran està en contacte tèrmic amb l'entorn, amb una temperatura T, i tant el volum del sistema com el nombre de partícules constituents estan fixos. Una col·lecció d'aquest tipus de sistemes comprèn un conjunt anomenat conjunt canònic. L'expressió matemàtica adequada per a la funció de partició canònica depèn dels graus de llibertat del sistema, si el context és mecànica clàssica o mecànica quàntica, i si l'espectre d'estats és discret o continu.

## Gran funció de partició canònica
Podem definir una gran funció de partició canònica per a un gran conjunt canònic, que descriu les estadístiques d'un sistema de volum constant que pot intercanviar tant calor com partícules amb un dipòsit. El dipòsit té una temperatura constant T, i un potencial químic μ.
La gran funció de partició canònica, denotada per {\displaystyle {\mathcal {Z}}}, és la següent suma sobre microestats
{\displaystyle {\mathcal {Z}}(\mu ,V,T)=\sum _{i}\exp \left({\frac {N_{i}\mu -E_{i}}{k_{B}T}}\right).}
Aquí, cada microestat està etiquetat per {\displaystyle i}, i té el nombre total de partícules {\displaystyle N_{i}} i energia total {\displaystyle E_{i}}. Aquesta funció de partició està estretament relacionada amb el gran potencial, {\displaystyle \Phi _{\rm {G}}}, per la relació
{\displaystyle -k_{B}T\ln {\mathcal {Z}}=\Phi _{\rm {G}}=\langle E\rangle -TS-\mu \langle N\rangle .}
Això es pot contrastar amb la funció de partició canònica anterior, que està relacionada amb l'energia lliure de Helmholtz.